# خوسيه مانويل غاليغوس
خوسيه مانويل غاليغوس هو سياسي أمريكي، ولد في 30 أكتوبر 1815 في Abiquiú, New Mexico ‏ في الولايات المتحدة، وتوفي في 21 أبريل 1875 في سانتا فيه في الولايات المتحدة. نشط حزبياً في الحزب الديمقراطي.